# Pterocarpus soyauxii
Pterocarpus soyauxii is een boom uit de vlinderbloemenfamilie (Leguminosae). De soort komt voor in tropisch West-Afrika, van Nigeria tot in Congo-Kinshasa en Angola.